# Alopecosa kronebergi
Alopecosa kronebergi är en spindelart som beskrevs av Jekaterina Michajlovna Andrejeva 1976. Alopecosa kronebergi ingår i släktet Alopecosa och familjen vargspindlar. Inga underarter finns listade i Catalogue of Life.